# Orden de San Mesrop Mashtots
La Orden de San Mesrop Mashtots (en armenio: Սուրբ Մեսրոպ Մաշտոցի շքանշան) es una condecoración civil de la República de Armenia, establecida el 26 de julio de 1993 y dedicada al monje, teólogo y lingüista armenio Mesrob Mashtots.   

## Estatuto de concesión
La Orden de San Mesrop Mashtots se otorga por logros significativos en el desarrollo económico de Armenia, ciencias naturales y sociales, invenciones, cultura, educación, atención médica y servicio público, así como por actividades de promoción científica, cooperación tecnológica, económica y cultural con países extranjeros.
La medalla es otorgada por el Gobierno de la República de Armenia, siendo el presidente del Consejo Supremo de la República de Armenia el encargado de realizar la petición para otorgar la orden.
La Orden de San Mesrop Mashtots se lleva en el lado izquierdo del pecho y, si hay otras medallas de la República de Armenia, se coloca después de la Orden de San Vardan Mamikonian.

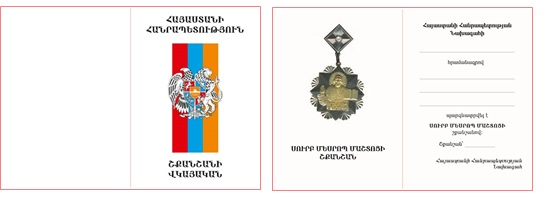
Certificado de concesión de la condecoración

Cada medalla se otorga con un certificado de premio, este certificado se presentaba en forma de un pequeño folleto de cartón de 8 cm por 11 cm con el nombre del premio, los datos del destinatario y un sello oficial y una firma en el interior.

## Galardonados
Lista parcial de las personas galardonadas con la Orden de San Mesrop Mashtotsː
- 2000ː Valeri Guérguiev - «por su gran contribución a la cultura musical mundial»;
- 29 de noviembre de 2000ː Saparmyrat Nyýazow - «por su contribución al fortalecimiento y desarrollo de las relaciones amistosas armenio-turcomanas»;
- 2004ː Iósif Kobzón- «por su contribución significativa al desarrollo de las relaciones amistosas armenio-rusas, al fortalecimiento y desarrollo de los lazos culturales, así como por su trabajo caritativo activo»;
- 2009ː Ruben Matevosyan - «por su contribución al arte armenio de la canción»;
- 2009ː Ofelia Hambardzumyan - «por su significativa contribución al arte de la canción armenia»;[4]
- 24 de septiembre de 2009ː Ala Pugachova - «por su contribución a la educación musical y estética de toda una generación, incluidos los ciudadanos de Armenia»;
- 2010 - Svetlana Navasardyan;[5]
- 19 de agosto de 2010ː Serguéi Lavrov - «por su gran contribución al fortalecimiento y desarrollo de relaciones amistosas armenio-rusas centenarias»;
- 25 de marzo de 2011ː Rita Vorperian;[6]
- 2011ː Grigor Gurzadyan;
- 2011ː Samvel Karapetya - «por su contribución significativa a la protección de los intereses nacionales, actividad fructífera a largo plazo en nombre de los armenios, dedicación demostrada en relación con la causa de asegurar el desarrollo y el progreso de la República de Armenia y por sus grandes servicios al país»;
- 2012: Levon Aronian;
- 2012ː Loris Tjeknavorian;
- 2012ː Alexéi Miller; Vicepresidente del Consejo de Administración y Presidente del Comité de Dirección (CEO) de la empresa energética rusa Gazprom.
- 2019ː Yuri Oganesián - «por su significativa contribución a la ciencia».[7]